# Klára Tasovská
Klára Tasovská (* 14. března 1980, Třebíč) je česká režisérka dokumentárních filmů, autorka filmů Pevnost a Nic jako dřív.

## Životopis
Vystudovala Akademii výtvarných umění v Praze, obor monumentální tvorba a nová média. V současnosti studuje režii dokumentárního filmu na FAMU. Její diplomovou prací na AVU se stal v roce 2007 film Rekonstrukce. Vytvořila také společně s Lukášem Kokešem plakát na znělku 15. MFDF Jihlava 2011. Na obraze byl motiv hořícího keře.
Tasovská patří mezi největší české talenty. Podílela se na povídkovém filmu Gottland, jako režisérka společně s dalšími šesti režiséry. S Lukášem Kokešem natočila například dokumenty Pevnost o životě v neuznané republice Podněstří nebo Nic jako dřív, kde sledují životy několika teenagerů na prahu dospělosti.

## Dílo
Natočila několik krátkých a celovečerních filmů. Známé jsou například filmy Půlnoc, Pevnost nebo Nic jako dřív.
- Vračka – tento film natočila v prvním ročníku katedry dokumentární tvory FAMU. Ve svém filmu se zaměřila na mezilidské vztahy. Vietnamský tým Shaolin Soccer se snaží o postup do Strahovské ligy a chce se tím zařadit do české společnosti. Slovo vračka je v tomto filmu zkomolenina slova rvačka, ke které dojde v zápase s Čechy.
- Půlnoc – čtyřicetiminutový film nabízí divákům pohled na zdroje světla a velkou závislost lidí na elektřině. Ve filmu je možnost spatřit hvězdnou oblohu. V dokumentu diskutuje s odborníky na energii a s astronomy.
- Dokument 24: nevšední podoby české všednosti natočilo dvacet čtyři českých dokumentaristů, kteří ukazují atmosféru v Česku. Lze sledovat doktory na operačním sále, narození malého človíčka, pohled do továrny a mnoho dalších. Do dokumentu 24 přispěla svým snímkem, kde natočila noční život na brněnské ulici. Příspěvek ukazuje zásah brněnské záchranné služby a její rychlost při záchraně života.
- Ta naše povaha česká: Jídlo s ručením omezeným – název tohoto pořadu možno objevit v České televizi, kde Klára Tasovská a Lukáš Kokeš ukazují naší společnost a stravování.
- Pevnost – s dokumentaristou Lukášem Kokešem se vydala do většinou států neuznané republiky Podněstří, která v 1990 vyhlásila nezávislost na Moldavsku. Společně natočili film, v němž sledují životy několika postav během prezidentských voleb v zemi, která připomíná totalitní režim. Oba tvůrci během natáčení dokonce skončili na policejní služebně, kde se je policisté snažili lépe seznámit s poměry v republice.[2]
- Nic jako dřív – ve společném dokumentu s Lukášem Kokešem sleduje životy několika učňů. Zobrazují jejich nejistotu z přicházející dospělosti a budoucnosti na malém městě v severním pohraničí. Autoři postavy kamerou pouze pozorují. Výsledek formálně připomíná hraný film, situace jsou ale autentické. V roce 2018 snímek získal na festivalu Finále Plzeň Zlatého ledňáčka za nejlepší dokumentární film.[3]
- Ještě nejsem, kým chci být – v únoru 2024 byla pozvána na 74. ročník Mezinárodního filmového festivalu v Berlíně s filmem Ještě nejsem, kým chci být. Dokumentární film přibližuje práci a život české fotografky Libuše Jarcovjákové. Byl sestaven z velkého množství Jarcovjákové fotografických prací, převážně černobílých, které byly rytmicky uspořádány tak, aby doprovázely osobní, subjektivní vyprávění, a výběrově použity hudební skladby. Filmové vyprávění doplňují deníkové záznamy, které čte sama Libuše Jarcovjáková.[4][5][6][7]

## Výběr z filmografie
- Baníček (2006)
- Rekonstrukce (2007)
- Vračka (2007)
- Strom (2007)
- HaCan (2008)
- Memory recall (2008)
- Půlnoc (2010)
- Dokument 24:nevšední podoby české všednosti (2011)
- Pevnost (2012)
- Nic jako dřív (2017)
- Ještě nejsem, kým chci být (2024)

## Ocenění
- Český lev – cena Magnesia za nejlepší film Půlnoc
- Kyjevský festival Molodisk – cena za film Půlnoc
- MFDF Ji.hlava – cena poroty za film Půlnoc